# Meleager (syn Ptolemeusza I Sotera)
Meleager (zm. 279 p.n.e.) − syn Ptolemeusza I Sotera, króla Egiptu i Eurydyki, córki Antypatra. Krótkotrwały król Macedonii. 
Po śmierci brata Ptolemeusza Keuranosa objął tron Macedonii i Tracji, panował przez dwa miesiące, zanim nie został obalony przez swoich poddanych.